# Spook Hill

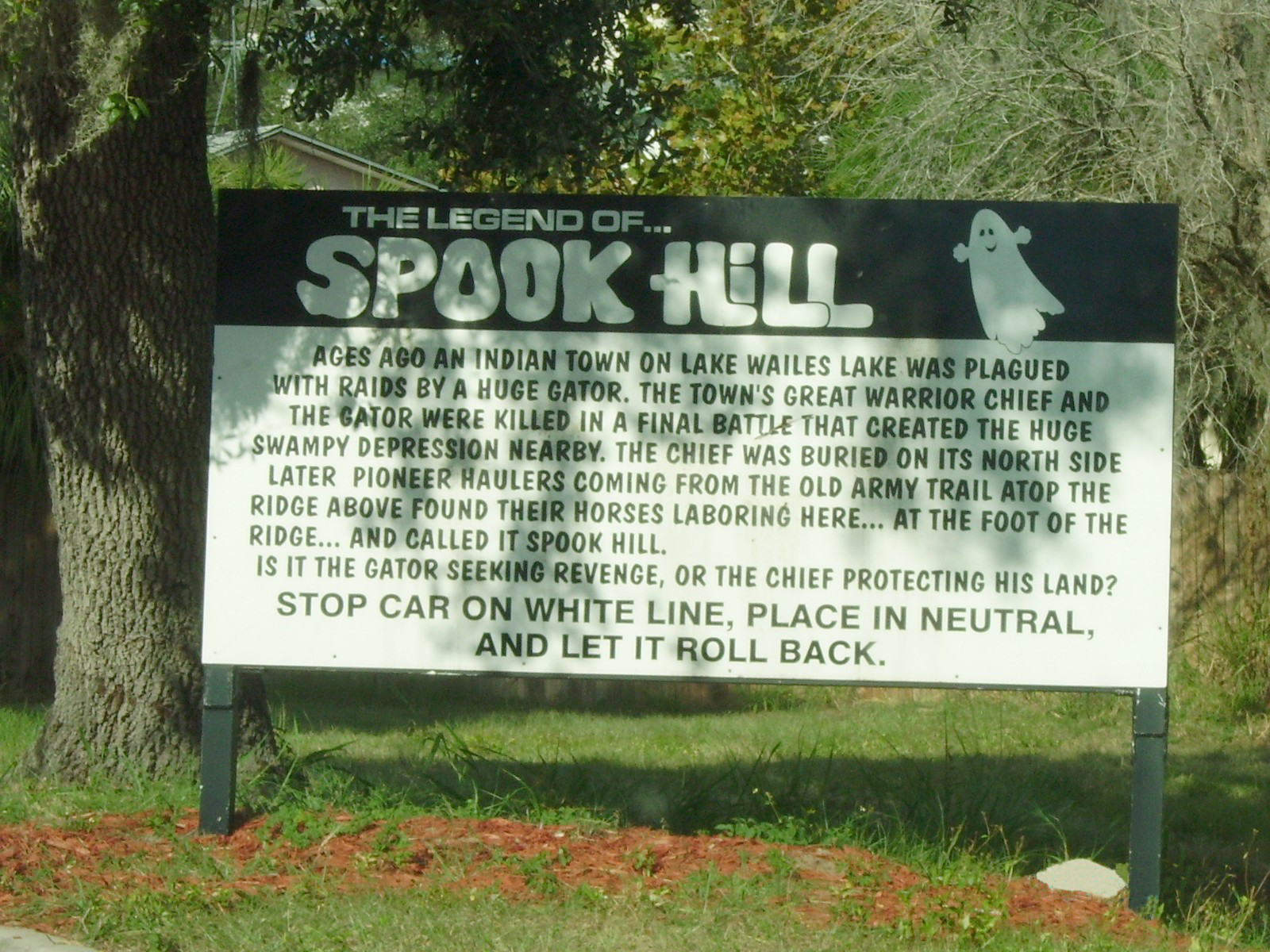
Spook Hill em Lake Wales, Florida.

Spook Hill é uma colina localizada em Lake Wales, Flórida.
Possui uma ilusão de ótica em que os carros parecem subir o morro quando desligados.